# 小野浩 (ゲームクリエイター)
小野 浩（おの ひろし、1957年6月24日 - 2021年10月16日）は日本のゲームクリエイター、デザイナー。
「Mr.Dotman」「ドットの神様」「スケルトン小野」の通称でも知られ、2016年からは自身のブランド「Mr.Dotman」を立ち上げて活動。

## 来歴・人物
日本デザイナー学院を卒業し、1979年にナムコにグラフィックデザイナーとして入社。『ギャラクシアン』『ラリーX』『ギャラガ』『ゼビウス』『マッピー』など数多くのタイトルのドット絵やCG、筐体デザインを担当した。2006年、バンダイナムコゲームスに転籍。
2013年に退職し、フリーランスで活動。ゲーム制作のかたわら、ドット絵のワークショップを開いている。
ギャラクシアンのように上から見下ろした画面構成のゲームでは、トレスコ（トレス・スコープ）を用いていた。キャラクターが回転する絵を描く際は、回転する円盤を作り、その上に描こうとしているキャラクターの模型を取り付ける。それをトレスコの原稿台に固定して、手動で回転させるといった工夫をした。
2021年、自己免疫性肝炎の疑いで入院していたが、10月16日に死去。64歳没。

## 主な作品
- ゼビウス[1]
- ギャラガ[1]
- マッピー[1][3]
- ディグダグ[1]
- スーパーパックマン[1]
- ギャラクシアン[3]
- ラリーX[3]
- ニューラリーX
- ドラゴンバスター
- ボスコニアン
- タンクバタリアン[3]
- ポールポジション
- ギャプラス
- ワープ&ワープ[3]
- ゴーリーゴースト
- バブルトラブル
- 鉄拳バトルスクラッチ
- ファミスタグランドスラム
- ガンバレットフィーバー
- カーニバル
- ばーがーしょっぷ
- アイドルマスター ワンフォーオール（ドット絵キャラクターのみ）
- キラキラスターナイトDX[10]
- NEO平安京エイリアン[11]
- ドットの拳GIGA[12]